# Marcelo Brozović
Marcelo Brozović (Zagreb, 16 de noviembre de 1992) es un futbolista croata que juega en la demarcación de centrocampista en el Al-Nassr F. C. de la Liga Profesional Saudí. Fue internacional absoluto con la selección croata.

## Trayectoria
En 2010 debutó como futbolista con el NK Hrvatski Dragovoljac a los 18 años de edad. Un año después jugó para el NK Lokomotiva, donde marcó seis goles en 34 partidos jugados. De nuevo una temporada después, fue traspasado al G. N. K. Dinamo Zagreb. En su primera temporada con el equipo ganó la Prva HNL y la Supercopa de Croacia. Al año siguiente volvió a hacerse con el título de liga. Posteriormente, en 2015, el Inter de Milán lo fichó a cambio de 18 millones de euros.
El 3 de julio de 2023, se confirmó oficialmente la llegada del mediocampista croata Marcelo Brozovic al Al Nassr de Arabia Saudita. El club saudí pagó 18 millones de euros al Inter de Milán por su fichaje, y el jugador firmó un contrato de 3 años.

## Selección nacional
Hizo su debut con la selección de fútbol de Croacia en un partido amistoso contra Australia previo al Mundial. El 14 de mayo de 2014 fue incluido en la lista preliminar de 30 jugadores que representarían a Croacia en la Copa Mundial de Fútbol de 2014 en Brasil, siendo ratificado en la lista final de 23 futbolistas el 31 de mayo.
El 4 de junio de 2018 el seleccionador Zlatko Dalić lo incluyó en la lista de 23 para el Mundial. Jugó como titular y destacó como un jugador importante para que Croacia se convirtiera en finalista del torneo.
El 14 de agosto de 2024, tras haber jugado 99 partidos con la selección, anunció su retirada como internacional.

### Participaciones en fases finales
| Competición                    | Sede     | Resultado        | Partidos | Goles |
| ------------------------------ | -------- | ---------------- | -------- | ----- |
| Copa Mundial de Fútbol de 2014 | Brasil   | Primera fase     | 1        | 0     |
| Eurocopa 2016                  | Francia  | Octavos de final | 4        | 0     |
| Copa Mundial de Fútbol de 2018 | Rusia    | Subcampeón       | 6        | 0     |
| Eurocopa 2020                  | Europa   | Octavos de final | 4        | 0     |
| Copa Mundial de Fútbol de 2022 | Catar    | Tercer puesto    | 6        | 0     |
| Eurocopa 2024                  | Alemania | Primera fase     | 3        | 0     |
| Total                          |          |                  | 24       | 0     |

### Goles internacionales
| # | Fecha                   | Rival      | Marcador | Resultado | Competición                         |
| - | ----------------------- | ---------- | -------- | --------- | ----------------------------------- |
| 1 | 13 de octubre de 2014   | Azerbaiyán | 4-0      | 6-0       | Clasificación para la Eurocopa 2016 |
| 2 | 28 de marzo de 2015     | Noruega    | 1-0      | 5-1       | Clasificación para la Eurocopa 2016 |
| 3 | 17 de noviembre de 2015 | Rusia      | 1-2      | 1-3       | Amistoso                            |
| 4 | 23 de marzo de 2016     | Israel     | 2-0      | 2-0       | Amistoso                            |
| 5 | 12 de noviembre de 2016 | Islandia   | 1-0      | 2-0       | Clasificación para el Mundial 2018  |
| 6 | 12 de noviembre de 2016 | Islandia   | 2-0      | 2-0       | Clasificación para el Mundial 2018  |
| 7 | 4 de septiembre de 2021 | Eslovaquia | 0-1      | 0-1       | Clasificación para el Mundial 2022  |

## Estadísticas

### Clubes
Actualizado al último partido disputado el 21 de mayo de 2025.
| Club                           | Temporada     | Liga  | Liga  | Copas nacionales | Copas nacionales | Copas internacionales | Copas internacionales | Otros | Otros | Total | Total |
| Club                           | Temporada     | Part. | Goles | Part.            | Goles            | Part.                 | Goles                 | Part. | Goles | Part. | Goles |
| ------------------------------ | ------------- | ----- | ----- | ---------------- | ---------------- | --------------------- | --------------------- | ----- | ----- | ----- | ----- |
| Hrvatski Dragovoljac · Croacia | 2010-11       | 22    | 1     | 1                | 0                | —                     | —                     | —     | —     | 23    | 1     |
| Hrvatski Dragovoljac · Croacia | Total club    | 22    | 1     | 1                | 0                | —                     | —                     | —     | —     | 23    | 1     |
| Lokomotiva · Croacia           | 2011-12       | 27    | 4     | —                | —                | —                     | —                     | —     | —     | 27    | 4     |
| Lokomotiva · Croacia           | 2012-13       | 6     | 1     | 1                | 1                | —                     | —                     | —     | —     | 7     | 2     |
| Lokomotiva · Croacia           | Total club    | 33    | 5     | 1                | 1                | —                     | —                     | —     | —     | 34    | 6     |
| Dinamo Zagreb · Croacia        | 2012-13       | 23    | 2     | 1                | 0                | 6                     | 0                     | —     | —     | 30    | 2     |
| Dinamo Zagreb · Croacia        | 2013-14       | 27    | 6     | 7                | 1                | 8                     | 1                     | 1     | 0     | 42    | 8     |
| Dinamo Zagreb · Croacia        | 2014-15       | 14    | 1     | 1                | 0                | 12                    | 2                     | 1     | 0     | 27    | 3     |
| Dinamo Zagreb · Croacia        | Total club    | 64    | 9     | 7                | 1                | 26                    | 3                     | 2     | 0     | 99    | 13    |
| Inter de Milán · Italia        | 2014-15       | 15    | 1     | 1                | 0                | —                     | —                     | —     | —     | 16    | 1     |
| Inter de Milán · Italia        | 2015-16       | 32    | 4     | 3                | 3                | —                     | —                     | —     | —     | 35    | 7     |
| Inter de Milán · Italia        | 2016-17       | 23    | 4     | 2                | 1                | 3                     | 1                     | -     | -     | 28    | 6     |
| Inter de Milán · Italia        | 2017-18       | 31    | 4     | 2                | 0                | -                     | -                     | -     | -     | 33    | 4     |
| Inter de Milán · Italia        | 2018-19       | 32    | 2     | 2                | 0                | 8                     | 0                     | -     | -     | 42    | 2     |
| Inter de Milán · Italia        | 2019-20       | 32    | 3     | 3                | 0                | 11                    | 0                     | -     | -     | 46    | 3     |
| Inter de Milán · Italia        | 2020-21       | 33    | 2     | 4                | 0                | 5                     | 0                     | -     | -     | 42    | 2     |
| Inter de Milán · Italia        | 2021-22       | 35    | 2     | 5                | 0                | 8                     | 1                     | -     | -     | 48    | 3     |
| Inter de Milán · Italia        | 2022-23       | 28    | 3     | 2                | 0                | 9                     | 0                     | -     | -     | 39    | 3     |
| Inter de Milán · Italia        | Total club    | 261   | 25    | 24               | 4                | 44                    | 2                     | -     | -     | 329   | 31    |
| Al-Nassr F. C. Arabia Saudita  | 2023-24       | 30    | 4     | 5                | 0                | 13                    | 1                     | —     | —     | 48    | 5     |
| Al-Nassr F. C. Arabia Saudita  | 2024-25       | 28    | 2     | 2                | 0                | 11                    | 0                     | —     | —     | 41    | 2     |
| Al-Nassr F. C. Arabia Saudita  | Total club    | 58    | 6     | 7                | 0                | 24                    | 1                     | 0     | 0     | 89    | 7     |
| Total carrera                  | Total carrera | 438   | 46    | 40               | 6                | 94                    | 6                     | 2     | 0     | 574   | 58    |

## Palmarés

### Campeonatos nacionales
| Título               | Club                   | País    | Año  |
| -------------------- | ---------------------- | ------- | ---- |
| Prva HNL             | G. N. K. Dinamo Zagreb | Croacia | 2013 |
| Prva HNL             | G. N. K. Dinamo Zagreb | Croacia | 2014 |
| Prva HNL             | G. N. K. Dinamo Zagreb | Croacia | 2015 |
| Supercopa de Croacia | G. N. K. Dinamo Zagreb | Croacia | 2013 |
| Copa de Croacia      | G. N. K. Dinamo Zagreb | Croacia | 2015 |
| Serie A              | Inter de Milán         | Italia  | 2021 |
| Supercopa de Italia  | Inter de Milán         | Italia  | 2021 |
| Copa Italia          | Inter de Milán         | Italia  | 2022 |
| Supercopa de Italia  | Inter de Milán         | Italia  | 2022 |
| Copa Italia          | Inter de Milán         | Italia  | 2023 |

### Campeonatos internacionales
| Título                      | Club           | País           | Año  |
| --------------------------- | -------------- | -------------- | ---- |
| Campeonato de Clubes Árabes | Al-Nassr F. C. | Arabia Saudita | 2023 |

### Distinciones individuales
| Distinción                                                      | Año  |
| --------------------------------------------------------------- | ---- |
| Parte de los 100 mejores jugadores del mundo según The Guardian | 2022 |